# Lycaena hermes
Espèce
Statut de conservation UICN

 VU D2 : Vulnérable
Lycaena hermes est une espèce d'insectes lépidoptères (papillons) de la famille des Lycaenidae et de la sous-famille des Lycaeninae, présente en Amérique du Nord.

## Dénomination
Lycaena hermes (Edwards, 1870)
Synonymes : Chrysophanus hermes (Edwards, 1870), Chrysophanus del sud (Wright, 1905)

### Noms vernaculaires
Il se nomme Hermes Copper en anglais.

## Description
C'est un petit papillon au dessus marron dont l'aile antérieure est tachée de jaune orangé. Son revers est jaune.
Il possède une queue bien visible soulignée d'orange.

## Biologie

### Période de vol et hivernation
Il vole en une génération de mai à juillet.
Il hiverne à l'état d'œufs pondus sur la plante hôte.

### Plantes hôtes
Sa plante hôte est Rhamnus crocea.

## Écologie et distribution
Il est présent en Amérique du Nord, en Californie, sur une petite zone entre les États-Unis et le Mexique.

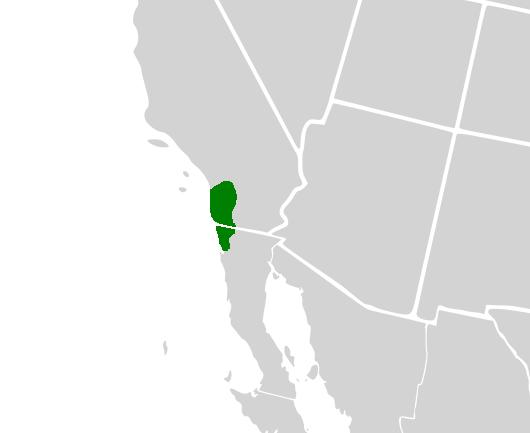
carte de localisation.

Il n'y a que très peu de petites stations, c'est un papillon très rare.

### Biotope
Il se retrouve en bordure de forêt.

### Protection
Il est sur la liste rouge comme espèce vulnérable.